# Englyn
Englyn – walijska forma wiersza wykorzystywana w kilku gatunkach literackich.
Englyn miler (englyn prosty) składa się z trzech wersów równej długości, powiązanych jednym rymem. Englyn penfyr (englyn złożony) ma pierwszy wers dłuższy, drugi zaś krótszy. Mogą też być formy englynu złożone z czterech wersów. Englyn wywodzi się z czasów przedpiśmiennych. Wykorzystywano go w poezji gnomicznej, religijnej, przysłowiach, powiedzeniach, opisach przyrody, sagach rodzinnych. Pod nazwą Juvencus englynion zachował się fragment takiej sagi zapisanej pod koniec IX wieku lub na początku X wieku. Inne sagi z englynionem to Cykal Llywarch Hen, Cykla Heledd, Englyny o grobach (wal. Englynion u Baddau). Forma englynion zachowała się do XX w. Współczesnym przykładem tego rodzaju utworu jest wiersz Tranc y Caf (Śmierć pamięci) Alana Llwyda.